# 30-й меридіан західної довготи
30-й меридіан західної довготи — лінія довготи, що лежить на 30 градусів західніше Гринвіцького меридіана. Вона проходить від Північного полюса через Північний Льодовитий океан, Гренландію, Атлантичний океан, Південний океан та Антарктиду до Південного полюса.
30-й меридіан західної довготи формує велике коло разом із 150-тим меридіаном східної довготи.
Це центральний меридіан часового поясу UTC-2

## Список географічних об'єктів, що перетинає 30° зх. д.
Починаючи на Північному полюсі та рухаючись до Південного полюса, 30-й меридіан західної довготи проходить через:
| Координати                                                 | Країна, територія або море | Примітки |
| ---------------------------------------------------------- | -------------------------- | --- |
| 90°0′ пн. ш. 30°0′ зх. д. / 90.000° пн. ш. 30.000° зх. д.  | Північний Льодовитий океан | |
| 83°35′ пн. ш. 30°0′ зх. д. / 83.583° пн. ш. 30.000° зх. д. | Гренландія                 | Проходить через Землю Пірі                                                                                             |
| 83°10′ пн. ш. 30°0′ зх. д. / 83.167° пн. ш. 30.000° зх. д. | Фьорд Фредеріка Хайда[en]  | |
| 83°8′ пн. ш. 30°0′ зх. д. / 83.133° пн. ш. 30.000° зх. д.  | Гренландія                 | Проходить через Землю Пірі                                                                                             |
| 82°10′ пн. ш. 30°0′ зх. д. / 82.167° пн. ш. 30.000° зх. д. | Фьорд Індепенденс          | |
| 81°55′ пн. ш. 30°0′ зх. д. / 81.917° пн. ш. 30.000° зх. д. | Гренландія                 | Проходить через острови Гренландія і Соконген[en]                                                                      |
| 68°10′ пн. ш. 30°0′ зх. д. / 68.167° пн. ш. 30.000° зх. д. | Атлантичний океан          | |
| 60°0′ пд. ш. 30°0′ зх. д. / 60.000° пд. ш. 30.000° зх. д.  | Південний океан            | |
| 76°35′ пд. ш. 30°0′ зх. д. / 76.583° пд. ш. 30.000° зх. д. | Антарктида                 | Проходить через Аргентинську Антарктиду та Британську Антарктичну Територію (претендують Аргентина та Велика Британія) |